# Joan Allen
Joan Allen (Rochelle, Illinois, 1956. augusztus 20. –) Tony-díjas amerikai színésznő.
Pályafutását színpadi színésznőként kezdte 1977-ben, munkásságát Tony- és Drama Desk-díjakkal jutalmazták. A filmvásznon 1985-ben debütált, majd olyan rendezőkkel dolgozott együtt, mint Michael Mann, Francis Ford Coppola, Norman Jewison, Oliver Stone vagy John Woo. 2000-ig három alkalommal jelölték Oscar-díjra – a Nixon (1995), A salemi boszorkányok (1996) és A manipulátor (2000) című filmekkel. Egyéb filmjei közé tartozik Az embervadász (1986), az Előre a múltba (1986), a Tucker, az autóbolond (1988), a Jégvihar (1997), a Pleasantville (1998), A Bourne-csapda (2004), az Apátlan anyátlanok (2005), A Bourne-ultimátum (2007), a Halálfutam (2008) és A Bourne-hagyaték (2012).
2009-ben a Georgia O’Keeffe című televíziós filmben formálta meg a címszereplőt, alakítását Golden Globe-, Screen Actors Guild- és Primetime Emmy-jelölésekkel méltatták. A 2010-es évek folyamán játszott a Befutó, a Gyilkosság és A család című televíziós sorozatok epizódjaiban.

## Színészi pályafutása

### A kezdetek (1980-as évek)
Tanulmányai befejezése után, 1977-ben csatlakozott a Steppenwolf színésztársulathoz, egykori csoporttársa, John Malkovich felkérésére. Az 1980-as években színpadi színészként több díjat is elnyert, ezek közül az egyik legjelentősebb a Tony-díj volt. Ezt 1988-ban ítélték oda neki a Burn This című darab női főszerepéért. 1989-ben újabb Tony-jelölést szerzett.
Első filmszerepe az 1985-ben bemutatott Compromising Positions című vígjáték-drámában volt, mely Frank Perry rendezésében, Susan Sarandon és Raúl Juliá főszereplésével készült. Következő filmje Az embervadász (1986) című lélektani thriller volt, ebben Allen egy vak nőt játszott: a szerep kedvéért meglátogatta a New York-i vakok intézetét és megtanult bekötött szemmel közlekedni a városban. Az évtized további részében feltűnt még az Előre a múltba (1986) című romantikus fantasyfilmben, a Tucker, az autóbolond (1988) című életrajzi vígjáték-drámában és Norman Jewison 1989-es Az ellenség földjén című drámájában, Bruce Willis oldalán.

### Az 1990-es és 2000-es évek
1993-ban három filmdrámában is szerepelt: a brit-amerikai Ethan Frome című filmben (mely Edith Wharton Ethan Frome, avagy egy szerelem csapdája című regényének adaptációja), a sakk-témájú A bajnokban, valamint a Josh és S.A.M. című road movie-ban. Az 1995-ös év hozta el a színésznő számára a kritikai sikert. A Nixon című filmben Pat Nixon amerikai first ladyt alakította, a mellékszerepért pedig a következő évben Oscar- és BAFTA-díjakra jelölték. Legjobb női főszereplő kategóriában és a filmes szereplőgárda tagjaként egy-egy Screen Actors Guild-jelölést is szerzett. Az 1996-os A salemi boszorkányok című történelmi drámával ismét hasonló kategóriákban jelölték Oscarra és BAFTA-díjra, illetve ez alkalommal legjobb női mellékszereplőként a Golden Globe-jelöltek között is szerepelt. 1997-ben játszott Ang Lee Jégvihar (1997) és John Woo Ál/Arc című rendezésében, 1998-ban pedig a Pleasantville-ben vállalt mellékszerepet, több filmkritikus szervezet díját is elnyerve.
2000-es sikerfilmje volt A manipulátor című politikai filmdráma. Laine Billings Hanson szerepe Oscar-, Golden Globe- és Screen Actors Guild-jelöléseket hozott Allen számára. 2001-ben kipróbálta magát a televízió képernyőjén is, az Artúr király és a nők című minisorozattal megszerezve Primetime Emmy-jelölését. 2004-ben a Szerelmünk lapjai című romantikus filmben láthatták a nézők és ugyanebben az évben Pamela Landy helyettes CIA igazgatót alakította A Bourne-csapda című akcióthrillerben. A film két további folytatásában – A Bourne-ultimátum (2007), A Bourne-hagyaték (2012) – is hasonló szerepben tűnt fel. 2005-ben az Apátlan anyátlanok című romantikus vígjáték-drámában kapott a kritikusok által méltatott főszerepet, míg a 2008-as Paul W. S. Anderson rendezte akcióthillerben, a Halálfutamban korrupt börtönigazgatóként Jason Statham ellenlábasa volt.

### 2009-től napjainkig
2009-es televíziós filmje volt a Georgia O’Keeffe, melyben a címszereplő amerikai festőnőt keltette életre. A színésznőt a főszerep eljátszásáért újabb Golden Globe-, Screen Actors Guild- és Primetime Emmy-jelölésekkel méltatták. Az ugyanebben az évben megjelent Hacsi, a leghűségesebb barát című drámában Richard Gere feleségeként szerepelt. 2014-ben Stephen King Egy jó házasság című regényének filmadaptációjában főszerepelt. A 2015-ös A szoba című filmdrámában Allen Brie Larson anyját alakította. A 2010-es évektől több televíziós sorozatban is látható volt: 2012-ben a Befutó című drámasorozatban, 2014-ben a Gyilkosság című bűnügyi drámasorozat negyedik évadjában, míg 2016-ban A család című thrillersorozatban formálta meg Claire Warren polgármestert, a Warren család aljas és manipulatív mátriárkáját.

## Magánélete
1990-ben ment feleségül Peter Friedman színészhez, házasságuk 2002-ben ért véget. 1994 februárjában született meg lányuk, Sadie.[forrás?]

## Filmográfia

### Film
| Év   | Magyar cím                   | Eredeti cím                   | Szerep                                            | Magyar hang        | Rendező                   |
| ---- | ---------------------------- | ----------------------------- | ------------------------------------------------- | ------------------ | ------------------------- |
| 1985 |                              | Compromising Positions        | Mary Alice Mahoney                                |                    | Frank Perry               |
| 1986 | Az embervadász               | Manhunter                     | Reba McClane                                      | Szabó Éva          | Michael Mann              |
| 1986 | Az embervadász               | Manhunter                     | Reba McClane                                      | Vándor Éva         | Michael Mann              |
| 1986 |                              | Zeisters                      | Lala                                              |                    | John Golden               |
| 1986 | Előre a múltba               | Peggy Sue Got Married         | Maddy Nagle                                       | Andresz Kati       | Francis Ford Coppola (1.) |
| 1986 | Előre a múltba               | Peggy Sue Got Married         | Maddy Nagle                                       | Kiss Eszter        | Francis Ford Coppola (1.) |
| 1988 | Tucker, az autóbolond        | Tucker: The Man and His Dream | Vera Tucker                                       | Farkasinszky Edit  | Francis Ford Coppola (2.) |
| 1989 | Az ellenség földjén          | In Country                    | Irene                                             | Bánsági Ildikó     | Norman Jewison            |
| 1993 | Ethan Frome                  | Ethan Frome                   | Zeena Frome                                       | Csere Ágnes        | John Madden               |
| 1993 | A bajnok                     | Searching for Bobby Fischer   | Bonnie Waitzkin                                   | Menszátor Magdolna | Steven Zaillian           |
| 1993 | A bajnok                     | Searching for Bobby Fischer   | Bonnie Waitzkin                                   | Bertalan Ágnes     | Steven Zaillian           |
| 1993 | Josh és S.A.M.               | Josh and S.A.M.               | Caroline Whitney                                  | Udvarias Anna      | Billy Weber               |
| 1995 | Eszelős szerelem             | Mad Love                      | Margaret Roberts                                  | Tóth Judit         | Antonia Bird              |
| 1995 | Nixon                        | Nixon                         | Pat Nixon                                         | Básti Juli         | Oliver Stone              |
| 1996 | A salemi boszorkányok        | The Crucible                  | Elizabeth Proctor                                 | Vándor Éva         | Nicholas Hytner           |
| 1997 | Jégvihar                     | The Ice Storm                 | Elena Hood                                        | Menszátor Magdolna | Ang Lee                   |
| 1997 | Ál/Arc                       | Face/Off                      | Dr. Eve Archer                                    | Vándor Éva         | John Woo                  |
| 1998 | Pleasantville                | Pleasantville                 | Betty Parker                                      | Kovács Nóra        | Gary Ross                 |
| 1999 | A hangos revolverek városa   | It's the Rage                 | Helen                                             | Spilák Klára       | James D. Stern            |
| 2000 | Leszakad az ég               | When the Sky Falls            | Sinead Hamilton                                   | Fehér Juli         | John Mackenzie            |
| 2000 | A manipulátor                | The Contender                 | Laine Billings Hanson szenátor                    | Farkasinszky Edit  | Rod Lurie                 |
| 2003 | Isten háta mögött            | Off the Map                   | Arlene Groden                                     |                    | Campbell Scott            |
| 2004 | Szerelmünk lapjai            | The Notebook                  | Ann Hamilton                                      | Kovács Nóra        | Nick Cassavetes           |
| 2004 | A Bourne-csapda              | The Bourne Supremacy          | Pamela Landy helyettes CIA igazgató               | Spilák Klára       | Paul Greengrass (1.)      |
| 2004 | Igen                         | Yes                           | Ő                                                 |                    | Sally Potter              |
| 2005 | Apátlan anyátlanok           | The Upside of Anger           | Terry Ann Wolfmeyer                               | Spilák Klára       | Mike Binder               |
| 2006 | Bonneville                   | Bonneville                    | Carol                                             | Bertalan Ágnes     | Christopher N. Rowley     |
| 2007 | A Bourne-ultimátum           | The Bourne Ultimatum          | Pamela Landy helyettes CIA-igazgató               | Spilák Klára       | Paul Greengrass (2.)      |
| 2008 | Halálfutam                   | Death Race                    | Claire Hennessey börtönigazgató                   | Spilák Klára       | Paul W. S. Anderson       |
| 2009 | Hacsi, a leghűségesebb barát | Hachi: A Dog's Tale           | Kate Wilson                                       | Kovács Nóra        | Lasse Hallström           |
| 2012 | A Bourne-hagyaték            | The Bourne Legacy             | Pamela Landy helyettes CIA igazgató (cameoszerep) | Spilák Klára       | Tony Gilroy               |
| 2014 | Egy jó házasság              | A Good Marriage               | Darcy Anderson                                    |                    | Peter Askin               |
| 2015 | A szoba                      | Room                          | Nancy Newsome                                     | Básti Juli         | Lenny Abrahamson          |

### Televízió
| Év   | Magyar cím             | Eredeti cím                            | Szerep                 | Megjegyzések               |
| ---- | ---------------------- | -------------------------------------- | ---------------------- | -------------------------- |
| 1983 |                        | Say Goodnight, Gracie                  | Ginny                  | tévéfilm                   |
| 1985 |                        | Evergreen                              | Iris Friedman          | minisorozat (2 epizód)     |
| 1987 |                        | American Playhouse                     | Ann Deever             | 1 epizód                   |
| 1987 |                        | The Room Upstairs                      | Ellie                  | tévéfilm                   |
| 1987 | Alkonyzóna             | The Twilight Zone                      | Sally Dobbs            | 1 epizód                   |
| 1991 | Az elnök szolgálatában | Without Warning: The James Brady Story | Sarah Brady            | tévéfilm                   |
| 1996 | Frasier – A dumagép    | Frasier                                | Lydia (hangja)         | 1 epizód                   |
| 2001 | Artúr király és a nők  | The Mists of Avalon                    | Morgause               | minisorozat (2 epizód)     |
| 2009 | Georgia O’Keeffe       | Georgia O’Keeffe                       | Georgia O’Keeffe       | tévéfilm (vezető producer) |
| 2012 | Befutó                 | Luck                                   | Claire Lachay          | 6 epizód                   |
| 2014 | Gyilkosság             | The Killing                            | Margaret Rayne ezredes | 6 epizód                   |
| 2016 | A család               | The Family                             | Claire Warren          | 12 epizód                  |
| 2021 | Lisey története        | Lisey's Story                          | Amanda Debusher        | minisorozat (8 epizód)     |
| 2025 | Nulladik nap           | Zero Day                               | Sheila Mullen          | minisorozat (6 epizód)     |

### Videójátékok
| Év   | Cím                         | Szerep            |
| ---- | --------------------------- | ----------------- |
| 2011 | The Elder Scrolls V: Skyrim | Delphine (hangja) |

## Fontosabb díjak és jelölések

### Film és televízió
| Díj                     | Kategória                                              | Jelölt mű                    | Év   | Eredmény |
| ----------------------- | ------------------------------------------------------ | ---------------------------- | ---- | -------- |
| Oscar-díj               | Legjobb női mellékszereplő                             | Nixon (1995)                 | 1996 | Jelölve  |
| Oscar-díj               | Legjobb női mellékszereplő                             | A salemi boszorkányok (1996) | 1997 | Jelölve  |
| Oscar-díj               | Legjobb női főszereplő                                 | A manipulátor (2000)         | 2001 | Jelölve  |
| BAFTA-díj               | Legjobb női mellékszereplő                             | Nixon (1995)                 | 1996 | Jelölve  |
| Golden Globe-díj        | Legjobb női mellékszereplő                             | A salemi boszorkányok (1996) | 1997 | Jelölve  |
| Golden Globe-díj        | Legjobb női főszereplő – filmdráma                     | A manipulátor (2000)         | 2001 | Jelölve  |
| Golden Globe-díj        | Legjobb női főszereplő (minisorozat vagy tévéfilm)     | Georgia O’Keeffe (2009)      | 2010 | Jelölve  |
| Screen Actors Guild-díj | Legjobb szereplőgárda (mozifilm)                       | Nixon (1995)                 | 1996 | Jelölve  |
| Screen Actors Guild-díj | Legjobb női főszereplő (mozifilm)                      | Nixon (1995)                 | 1996 | Jelölve  |
| Screen Actors Guild-díj | Legjobb női főszereplő (mozifilm)                      | A manipulátor (2000)         | 2001 | Jelölve  |
| Screen Actors Guild-díj | Legjobb színésznő (minisorozat vagy tévéfilm)          | Georgia O’Keeffe (2009)      | 2010 | Jelölve  |
| Primetime Emmy-díj      | Legjobb női mellékszereplő (minisorozat vagy tévéfilm) | Artúr király és a nők (2001) | 2002 | Jelölve  |
| Primetime Emmy-díj      | Legjobb női mellékszereplő (minisorozat vagy tévéfilm) | Georgia O’Keeffe (2009)      | 2010 | Jelölve  |
| Szaturnusz-díj          | Legjobb női mellékszereplő                             | Ál/Arc (1997)                | 1998 | Jelölve  |
| Szaturnusz-díj          | Legjobb női mellékszereplő                             | Pleasantville (1998)         | 1999 | Elnyerte |
| Szaturnusz-díj          | Legjobb női mellékszereplő                             | Halálfutam (2008)            | 2009 | Jelölve  |

### Színház
| Díj            | Kategória                           | Jelölt mű                     | Év   | Eredmény |
| -------------- | ----------------------------------- | ----------------------------- | ---- | -------- |
| Tony-díj       | Legjobb női főszereplő színdarabban | Burn This                     | 1988 | Elnyerte |
| Tony-díj       | Legjobb női főszereplő színdarabban | The Heidi Chronicles          | 1989 | Jelölve  |
| Drama Desk-díj | Legjobb női főszereplő színdarabban | And a Nightingale Sang...     | 1984 | Elnyerte |
| Drama Desk-díj | Legjobb női főszereplő színdarabban | The Marriage of Bette and Boo | 1986 | Jelölve  |
| Drama Desk-díj | Legjobb női főszereplő színdarabban | The Heidi Chronicles          | 1989 | Jelölve  |

## Fordítás
- Ez a szócikk részben vagy egészben  a   Joan Allen című angol Wikipédia-szócikk fordításán alapul.  Az eredeti cikk szerkesztőit annak laptörténete sorolja fel. Ez a jelzés csupán a megfogalmazás eredetét és a szerzői jogokat jelzi, nem szolgál a cikkben szereplő információk forrásmegjelöléseként.